# Junior Eurovision Song Contest 2021

Deltagande länder.
Länder som har tävlat förut men inte deltar 2021.

Junior Eurovision Song Contest 2021 var den nittonde upplagan av Junior Eurovision Song Contest, organiserad av France Télévisions och Europeiska radio- och TV-unionen (EBU). Tävlingen hölls i Paris i Frankrike.

## Lista över deltagande länder
| No. | Land           | Artist             | Bidrag                               | Översättning            | Språk                            | Placering | Poäng |
| --- | -------------- | ------------------ | ------------------------------------ | ----------------------- | -------------------------------- | --------- | ----- |
| 01  | Tyskland       | Pauline            | ”Imagine Us”                         | ”Föreställ dig oss”     | Tyska, Engelska                  | 17        | 61    |
| 02  | Georgien       | Niko Kajaia        | "Let's Count The Smiles”             | "Låt oss räkna leenden" | Georgiska, Engelska, Franska     | 4         | 163   |
| 03  | Polen          | Sara James         | ”Somebody”                           | ”Någon”                 | Polska, Engelska                 | 2         | 218   |
| 04  | Malta          | Ike & Kaya         | “My Home”                            | ”Mitt hem”              | Engelska                         | 12        | 97    |
| 05  | Italien        | Elisabetta Lizza   | ”Specchio (Mirror On The Wall)"      | ”Spegel”                | Italienska, Engelska             | 10        | 107   |
| 06  | Bulgarien      | Denislava & Martin | ”Voice of Love”                      | ”Kärlekens röst”        | Bulgariska, Engelska             | 16        | 77    |
| 07  | Ryssland       | Tanya Mezhentseva  | ”Mon Ami”                            | ”Min vän”               | Ryska, Engelska                  | 7         | 124   |
| 08  | Irland         | Maiú Levi Lawlor   | "Saor (Disappear)"                   | "Fri"                   | Iriska, Engelska                 | 18        | 44    |
| 09  | Armenien       | Maléna             | „Qami Qami” (Քամի Քամի)              | „Vind Vind”             | Armeniska, Engelska              | 1         | 224   |
| 10  | Kazakstan      | Alinur & Beknur    | ”Ertegi álemi (Fairy World)”         | ”Sagovärlden”           | Kazakiska, Franska               | 8         | 121   |
| 11  | Albanien       | Anna Gjebrea       | ”Stand By You”                       | ”Finns vid din sida”    | Albanska, Engelska               | 14        | 84    |
| 12  | Ukraina        | Olena Usenko       | ”Vazhil” (Важіль)                    | ”Handtag”               | Ukrainska                        | 6         | 125   |
| 13  | Frankrike      | Enzo               | ”Tic Tac”                            | ”Tick tack”             | Franska                          | 3         | 187   |
| 14  | Azerbajdzjan   | Sona Azizova       | "One Of Those Days”                  | "En av dessa dagar"     | Azerbajdzjanska, Engelska        | 5         | 151   |
| 15  | Nederländerna  | Ayana              | ”Mata Sugu Aō Ne” (またすぐ会おうね) | ”Vi ses snart”          | Nederländska, Engelska, Japanska | 19        | 43    |
| 16  | Spanien        | Levi Díaz          | “Reír”                               | ”Skratta”               | Spanska                          | 15        | 77    |
| 17  | Serbien        | Jovana & Dunja     | “Oči Deteta (Children's Eyes)”       | ”Barns ögon”            | Serbiska                         | 13        | 86    |
| 18  | Nordmakedonien | Dajte Muzika       | ”Green Forces”                       | ”Gröna krafter”         | Makedonska, Engelska             | 9         | 114   |
| 19  | Portugal       | Simão Oliveira     | ”O Rapaz”                            | ”Killen”                | Portugisiska                     | 11        | 101   |

| Fördelning mellan jury- och onlinesresultat | Fördelning mellan jury- och onlinesresultat | Fördelning mellan jury- och onlinesresultat | Fördelning mellan jury- och onlinesresultat | Fördelning mellan jury- och onlinesresultat |
| Plac.                                       | Online                                      | Poäng                                       | Jury                                        | Poäng                                       |
| ------------------------------------------- | ------------------------------------------- | ------------------------------------------- | ------------------------------------------- | ------------------------------------------- |
| 1                                           | Armenien                                    | 109                                         | Frankrike                                   | 120                                         |
| 2                                           | Polen                                       | 102                                         | Polen                                       | 116                                         |
| 3                                           | Portugal                                    | 92                                          | Armenien                                    | 115                                         |
| 4                                           | Frankrike                                   | 67                                          | Azerbajdzjan                                | 109                                         |
| 5                                           | Ukraina                                     | 63                                          | Georgien                                    | 104                                         |
| 6                                           | Serbien                                     | 62                                          | Ryssland                                    | 74                                          |
| 7                                           | Georgien                                    | 59                                          | Kazakstan                                   | 64                                          |
| 8                                           | Nordmakedonien                              | 59                                          | Ukraina                                     | 62                                          |
| 9                                           | Kazakstan                                   | 57                                          | Italien                                     | 60                                          |
| 10                                          | Malta                                       | 50                                          | Nordmakedonien                              | 55                                          |
| 11                                          | Ryssland                                    | 50                                          | Malta                                       | 47                                          |
| 12                                          | Italien                                     | 47                                          | Albanien                                    | 45                                          |
| 13                                          | Spanien                                     | 47                                          | Bulgarien                                   | 39                                          |
| 14                                          | Tyskland                                    | 46                                          | Spanien                                     | 30                                          |
| 15                                          | Azerbajdzjan                                | 42                                          | Serbien                                     | 24                                          |
| 16                                          | Albanien                                    | 39                                          | Tyskland                                    | 15                                          |
| 17                                          | Irland                                      | 39                                          | Nederländerna                               | 9                                           |
| 18                                          | Bulgarien                                   | 38                                          | Portugal                                    | 9                                           |
| 19                                          | Nederländerna                               | 34                                          | Irland                                      | 5                                           |